# Білл Екерслі
Білл Екерслі (англ. Bill Eckersley, нар. 16 липня 1925, Саутпорт — пом. 25 жовтня 1982, Блекберн) — англійський футболіст, що грав на позиції захисника.
Виступав за клуб «Блекберн Роверз», а також національну збірну Англії.

## Клубна кар'єра
Народився 16 липня 1925 року в місті Саутпорт. Вихованець футбольної школи клубу High Park.
У дорослому футболі дебютував 1947 року виступами за команду клубу «Блекберн Роверз», кольори якої і захищав протягом усієї своєї кар'єри гравця, що тривала цілих п'ятнадцять років. Більшість часу, проведеного у складі «Блекберн Роверз», був основним гравцем захисту команди.
Помер 25 жовтня 1982 року на 58-му році життя у місті Блекберн.

## Виступи за збірні
У 1950 році зіграв 3 матчі за другу команду збірної Англії.
У 1950 році дебютував також в офіційних матчах у складі національної збірної Англії. Протягом кар'єри у національній команді, яка тривала 4 роки, провів у формі головної команди країни 17 матчів.
У складі збірної був учасником чемпіонату світу 1950 року у Бразилії.
| Дата       | Місто          | Господарі         | Результат | Гості             | Турнір                              | Голи | Примітки |
| ---------- | -------------- | ----------------- | --------- | ----------------- | ----------------------------------- | ---- | -------- |
| 02/07/1950 | Ріо-де-Жанейро | Іспанія           | 1 – 0     | Англія            | ЧС 1950 - 1-й етап                  | -    |          |
| 22/11/1950 | Лондон         | Англія            | 2 – 2     | Югославія         | товариський матч                    | -    |          |
| 14/04/1951 | Лондон         | Англія            | 2 – 3     | Шотландія         | Домашній чемпіонат Великої Британії | -    |          |
| 09/05/1951 | Лондон         | Англія            | 2 – 1     | Аргентина         | товариський матч                    | -    |          |
| 19/05/1951 | Ліверпуль      | Англія            | 5 – 2     | Португалія        | товариський матч                    | -    |          |
| 28/11/1951 | Лондон         | Англія            | 2 – 2     | Австрія           | товариський матч                    | -    |          |
| 25/05/1952 | Відень         | Австрія           | 2 – 3     | Англія            | товариський матч                    | -    |          |
| 28/05/1952 | Цюрих          | Швейцарія         | 0 – 3     | Англія            | товариський матч                    | -    |          |
| 04/10/1952 | Белфаст        | Північна Ірландія | 2 – 2     | Англія            | Домашній чемпіонат Великої Британії | -    |          |
| 17/05/1953 | Буенос-Айрес   | Аргентина         | 0 – 0     | Англія            | товариський матч                    | -    |          |
| 24/05/1953 | Сантьяго       | Чилі              | 1 – 2     | Англія            | товариський матч                    | -    |          |
| 31/05/1953 | Монтевідео     | Уругвай           | 2 – 1     | Англія            | товариський матч                    | -    |          |
| 08/06/1953 | Нью-Йорк       | США               | 3 – 6     | Англія            | товариський матч                    | -    |          |
| 10/10/1953 | Кардіфф        | Уельс             | 1 – 4     | Англія            | Домашній чемпіонат Великої Британії | -    |          |
| 21/10/1953 | Лондон         | Англія            | 4 – 4     | Європа            | товариський матч                    | -    |          |
| 11/11/1953 | Ліверпуль      | Англія            | 3 – 1     | Північна Ірландія | Домашній чемпіонат Великої Британії | -    |          |
| 25/11/1953 | Лондон         | Англія            | 3 – 6     | Угорщина          | товариський матч                    | -    |          |
| Усього     |                | Матчів            | 17        |                   | Голів                               | 0    |          |

## Титули і досягнення
- Володар Суперкубка Англії:  1950